# Die Siedler von Kanaan
Die Siedler von Kanaan ist ein Spiel, das auf dem Mechanismus des Spiels Die Siedler von Catan von Klaus Teuber beruht und 2005 bei Uljö erschien, einem Verlag, der Spiele unter dem Motto „Christliche Spiele – spielerisch die Bibel kennen lernen“ verkauft. Bei Cactus Game Design erschien bereits 2003 das Spiel "The Settlers of Canaan", das aber andere Elemente hat. Die Illustrationen wurden aus dem 2001 bzw. 1997 bei Dorling Kindersley Limited veröffentlichten „Bible Atlas“ bzw. der „Illustrated Family Bible“ entnommen und stammen von Brian Delf bzw. Peter Dennis, das Spieldesign von Ursula Stephan.

## Inhalt
- Spielplan aus Pappe 53 cm × 50 cm, der die Landschaft um den See Genezareth zwischen Wüste im Norden, Osten und Süden und dem Mittelmeer im Westen zeigt. Das Spielfeld ist wie bei Catan üblich in Hexfelder für die üblichen Rohstoffe unterteilt, zeigt aber regional typische Landschaften.
- In Folie eingeschweißte Spielkarten (das verwendete Papier ist etwas dünner als bei den sonst üblichen Rohstoffkarten):
  - 93 Rohstoff-Karten (Rückseite R)
    - 18× Bauholz
    - 18× Lehm
    - 19× Getreide
    - 19× Erz
    - 19× Wolle

  - 3 Sonderkarten (Rückseite rosa Darstellung der Vorderseite)
    - Die Längste Handelsstraße
    - Das größte Kriegsheer (entspricht dem „Größten Ritterheer“)
    - Die meisten Helden

  - 37 Aktionskarten (Rückseite A) – entsprechen teilweise den „Entwicklungskarten“
    - 14× Kriegsheer
    - 10× Ereignis (Begebenheiten aus der Zeit des Alten Testaments)
    - 8× Entwicklung, z. B. Straßenbau
    - 5× Siegpunkte

  - 13 Heldenkarten (Rückseite H):
  - 4 Karten "Gottes Hilfe" (Rückseite G)
- Spielfiguren aus Holz (identisch mit den Spielfiguren der Holzversion) in 2 Zipp-Tüten:
  - 16 Städte, je 4 in den Farben blau, orange, rot und weiß
  - 20 Siedlungen, je 5 in den Farben blau, orange, rot und weiß
  - 60 Straßen, je 15 in den Farben blau, orange, rot und weiß
  - 1 Spielfigur "Krieg" (entspricht dem Räuber des normalen Catan-Spiels)
- 2 Würfel, weiß mit schwarzen Punkten
- 3 Aufstellfüße aus Kunststoff in einer Zipp-Tüte für die Sonderkarten
- 1 Spielanleitung, 6 mehrfarbige Seiten
- 1 Schachteleinsatz aus Pappe, ähnlich dem bei den allerersten Ausgaben des Basisspieles.

## Spielprinzip
Das Spiel enthält alle Elemente des Catan-Grundspiels, es gibt folgende Unterschiede:
- Hinzugekommen sind die Heldenkarten, über die die Siegpunktkarte "Die meisten Helden" erhalten werden kann und zudem der Tauschkurs mit der Bank verbessert wird.
  - Zu Spielbeginn erhält jeder Spieler eine Karte „Gottes Hilfe“, die er mit der Position „4:1“ vor sich ablegt.
  - Für 1× Holz, 1× Getreide und 1× Wolle kann man eine Heldenkarte kaufen und vor sich ablegen
  - Wer 2 Heldenkarten besitzt, darf Gottes Hilfe auf die Position „3:1“ drehen und fortan 3:1 auch ohne Hafen mit der Bank tauschen
  - Wer 3 oder mehr Heldenkarten besitzt, darf „Gottes Hilfe“ auf die Position „2:1“ drehen und fortan 2:1 auch ohne Hafen mit der Bank tauschen
  - Wer zuerst 3 Heldenkarten besitzt, erhält die Sonderkarte „Die meisten Helden“, die 2 Siegpunkte wert ist, aber an einen Spieler mit mehr Helden verloren werden kann.
  - Fortgeschrittene Spieler können Heldenkarten bei einer „7“ oder gegen eine „Kriegsheer“-Karte einsetzen. Sie müssen dann bei einer „7“ keine Rohstoffe abgeben wenn sie mehr als 7 besitzen und dürfen statt des , der gewürfelt hat bzw. die „Kriegsheer“-Karte gespielt hat, die Figur „Krieg“ versetzten, aber keinen Rohstoff klauen und müssen den Helden wieder unter den Heldenkartenstapel schieben, verlieren dann aber evtl. auch die verbesserte Tauschmöglichkeit.
- Aktionskarten können nicht nur mit 1 Erz, 1 Getreide und 1 Wolle gekauft werden. Wer einen Pasch würfelt, darf sich auch kostenlos eine Aktionskarte nehmen.
- Die unter den Aktionskarten befindlichen Ereigniskarten müssen sofort – sofern möglich – nachdem sie erhalten wurden ausgespielt werden. Die Ereignisse können den Spieler  – auch negativ –  betreffen, der sie erhalten hat, nur die Mitspieler oder alle Spieler. Sie kommen danach aus dem Spiel, werden aber zusammen mit benutzten Entwicklungskarten gemischt wenn der Aktionskartenstapel aufgebraucht ist und bilden dann einen neuen Aktionskartenstapel.
- Auf dem Spielplan gibt es auch zwei wie Wüsten aussehende Goldfelder. Spieler, die an diesen Feldern siedeln erhalten einen beliebigen Rohstoff wenn die Zahl des Feldes (4 oder 10) gewürfelt wird. Eine Stadt bringt auch nur einen beliebigen Rohstoff.

## Spielende
Um zu gewinnen, braucht ein Spieler hier 11 Siegpunkte.